# Control obrero
El control obrero es la participación total o parcial en el manejo de fábricas y otras empresas por parte de los trabajadores, y por extensión el control por parte de una corporación obrera o sindical de parte importante del aparato productivo de una sociedad luego de realizada la revolución proletaria. Ha sido conceptualizado y propuesto de diferentes maneras por sectores marxistas, sindicalistas, socialistas y demócrata-cristianos; de formas tan amplias que han incluido sistemas económicos socialistas y mixtos. Es probable que algunas de las interpretaciones de lo que se entiende por control obrero puedan diferir entre sí.
El control obrero puede darse a manera de autogestión obrera, donde una corporación obrera ha tomado el gobierno y ha colectivizado la economía de una sociedad, de cogestión obrera, donde los  accionistas de una empresa privada le ceden un porcentaje a sus empleados y donde su nivel de decisión es equivalente a tal porcentaje, o a manera de "nacionalización bajo control obrero", donde el Estado es el propietario legítimo del lugar de trabajo pero quienes deciden sobre su manejo son los trabajadores. 